# Boomwurger
De boomwurger (Celastrus orbiculatus) is een plantensoort uit het geslacht Celastrus die van oorsprong in de gematigde zone van Oost-Azië voorkomt. In China, het land met de grootste diversiteit aan Celastrus-soorten, is Celastrus orbiculatus een van de meest verspreide soorten. Celastrus orbiculatus werd in 1784 door de Zweedse natuuronderzoeker Carl Peter Thunberg beschreven. De soortaanduiding orbiculatus komt uit het Latijn en betekent cirkelvormig. Ze verwijst naar de ronde bladeren van deze soort.
De boomwurger wordt vaak gebruikt als sierplant, vooral vanwege de opvallend felgekleurde vlezige zaden. De zaden worden gebruikt in de traditionele Chinese geneeskunde.

## Invasieve uitheemse soort
In het oosten van Noord-Amerika en in Nieuw-Zeeland is de plant ingeburgerd. Ze wordt daar als een invasieve soort beschouwd, die een bedreiging vormt voor inheemse planten. Een extra bedreiging in Noord-Amerika is dat de boomwurger daar met de inheemse Celastrus scandens kruist.
In België en Nederland is de boomwurger als tuinplant in de handel. In Nederland zijn er ook ettelijke malen exemplaren verwilderd aangetroffen. De plant zal vanaf augustus 2025 opgenomen worden op de Unielijst voor invasieve uitheemse soorten die zorgwekkend zijn voor de Europese Unie.

## Beschrijving
De boomwurger is een houtige, bladverliezende, linkswindende slingerplant waarvan de stengels zich om de stam en de takken van bomen winden. Ze kunnen tot 12 meter hoog klimmen maar ook in stuikvorm groeien. Door de secundaire diktegroei van de stengels kunnen de vaten in de bast van de boom afgeknepen worden, waardoor een boom geheel of gedeeltelijk kan afsterven.
De stengels zijn op dwarsdoorsnede rond, kaal en grijsbruin tot bruin van kleur. Ze zijn spaarzaam bezet met lichtgrijze kurkporiën en gevuld met een wit merg. De bladeren zitten op een 1 tot 2 centimeter lange, dunne bladsteel. Het blad is enkelvoudig, 5 tot 13 centimeter lang en 3 tot 9 centimeter breed. De vorm van het blad is meestal breed eirond, zelden ovaal of afgerond rechthoekig, met een kort, soms stekelpuntig, topspitsje. De bladrand is (stomp) gezaagd. De hoofdnerf van het blad heeft 3 tot 5 paar zijnerven. De bovenzijde van het blad is kaal, de onderzijde kaal of langs de bladnerven dun behaard. Beide zijden zijn grasgroen van kleur.
De boomwurger is gewoonlijk tweehuizig. De kleine, onopvallende, vijftallige, groenachtige bloemen bloeien in kleine, okselstandige trosjes van twee tot zeven stuks. Mannelijke bloemen hebben stomp driehoekige kelkblaadjes. De kroonblaadjes zijn omgekeerd-eirond tot rechthoekig, 3 tot 4 millimeter lang en 2 tot 2,5 millimeter breed. De schijf is schotelvormig, de lobben zijn plat met een afgeronde stompe top. De meeldraden zijn 2 tot 3 millimeter lang. Vrouwelijke bloemen hebben een kortere bloemkroon. De schijf is vlezig. Het vruchtbeginsel is bijna bolvormig, de stijl is ongeveer 1,5 millimeter lang en de stempel is driedelig diep gelobd. De Aziatische boomwurger bloeit van mei tot juni.
De vrouwelijke bloemen krijgen aanvankelijk groene, later gele tot geeloranje vruchten. Ze rijpen van juli tot oktober. De vrucht is een ongeveer bolvormige doosvrucht met een diameter van 8 tot 13 millimeter. De vrucht springt na rijping met drie kleppen open waarbij drie tot maximaal zes zaden tevoorschijn komen. De roodachtig bruine zaden zijn elliptisch, licht afgeplat, 4 tot 5 millimeter lang en 2,5 tot 3 millimeter breed. Ze zijn bijna volledig omsloten door een vlezige, opvallend felgekleurde, oranjerode zaadmantel. In de herfst, ook na het afvallen van het blad, blijven ze lang aan de plant zitten. Ze worden door vogels gegeten, die de zaden na vertering uitscheiden waardoor deze verspreid worden. Voor mensen zijn ze giftig.

Afbeeldingen van Celastrus orbiculatus
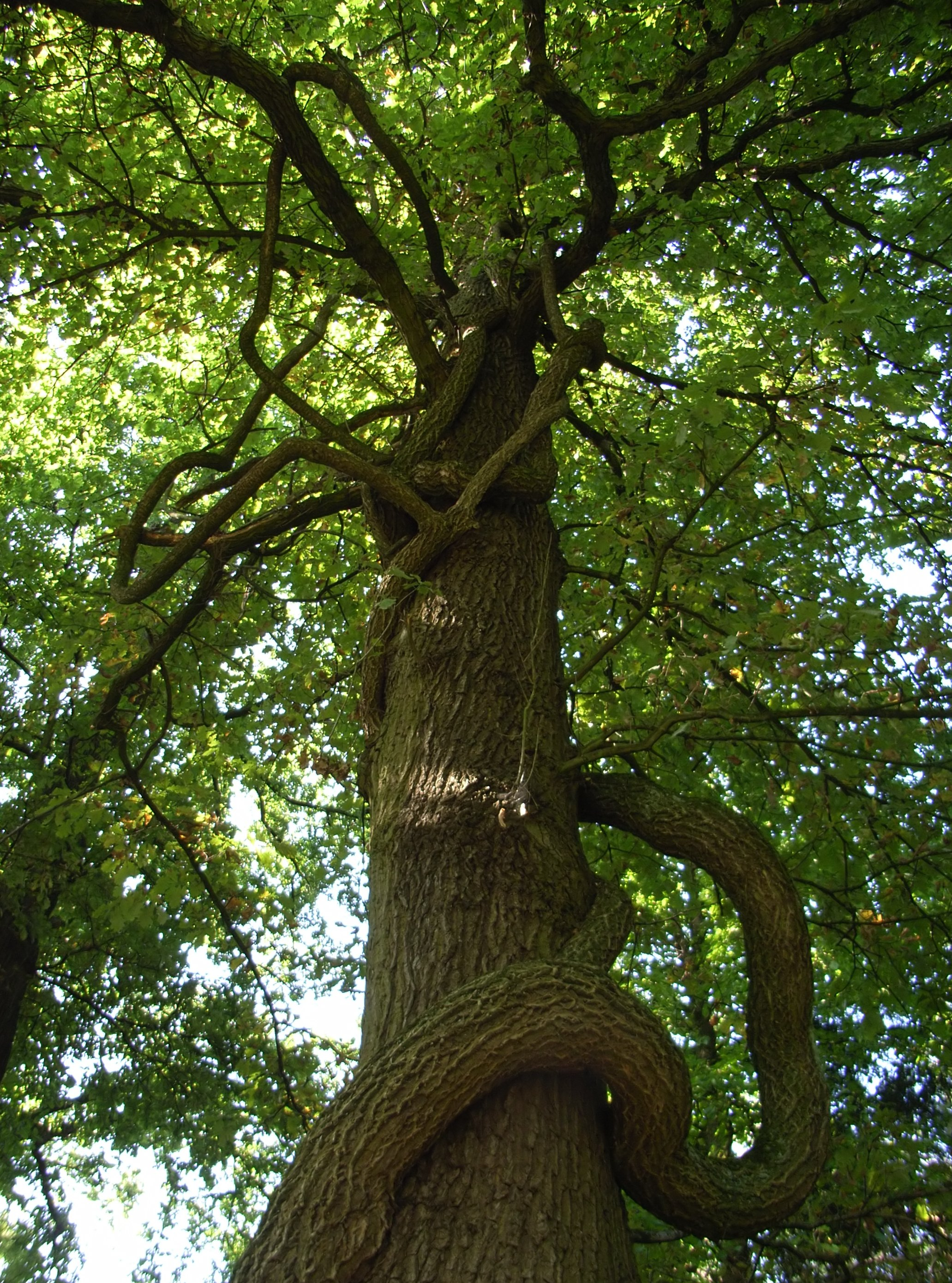
Boomwurger in een boom
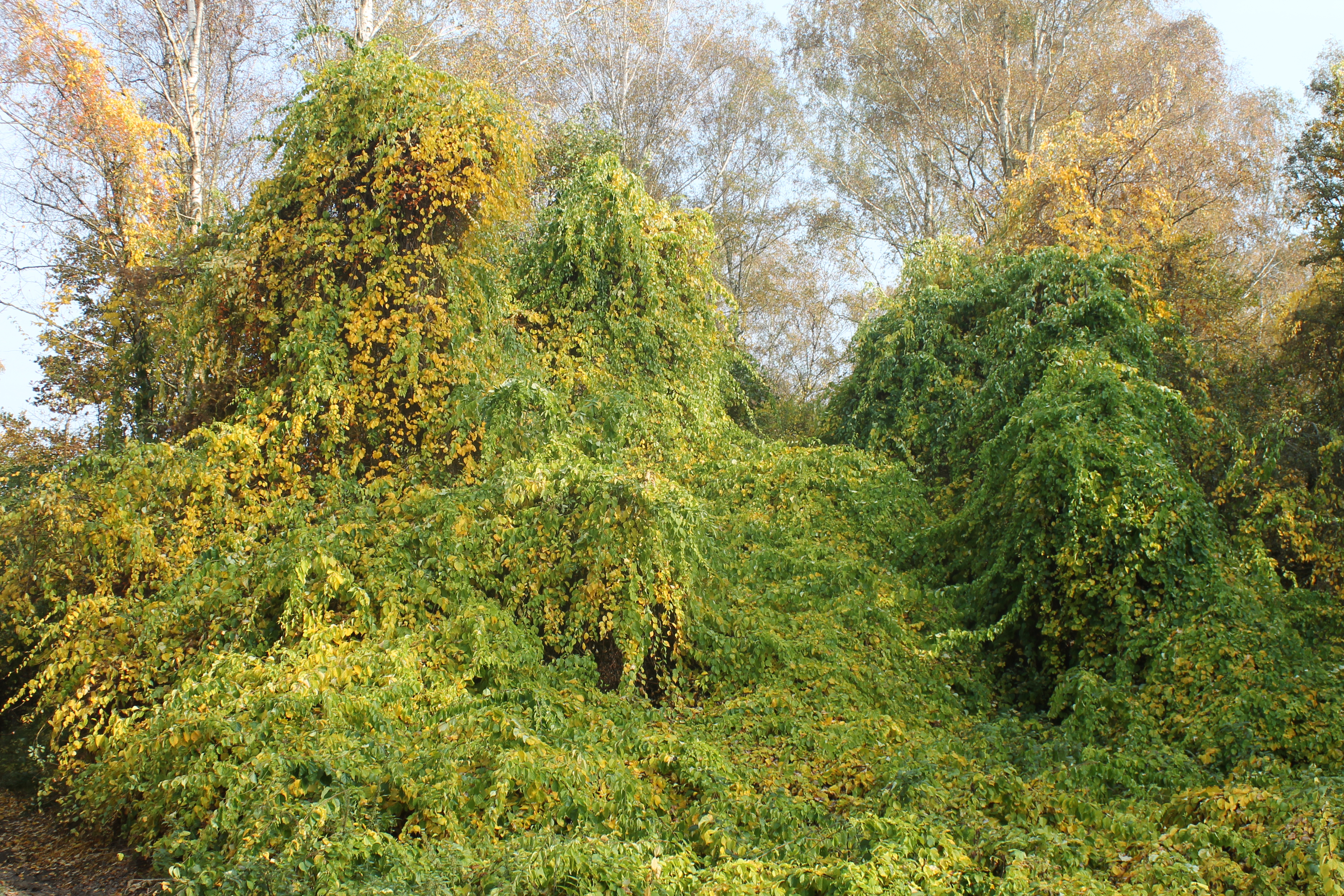
Woekerende plant
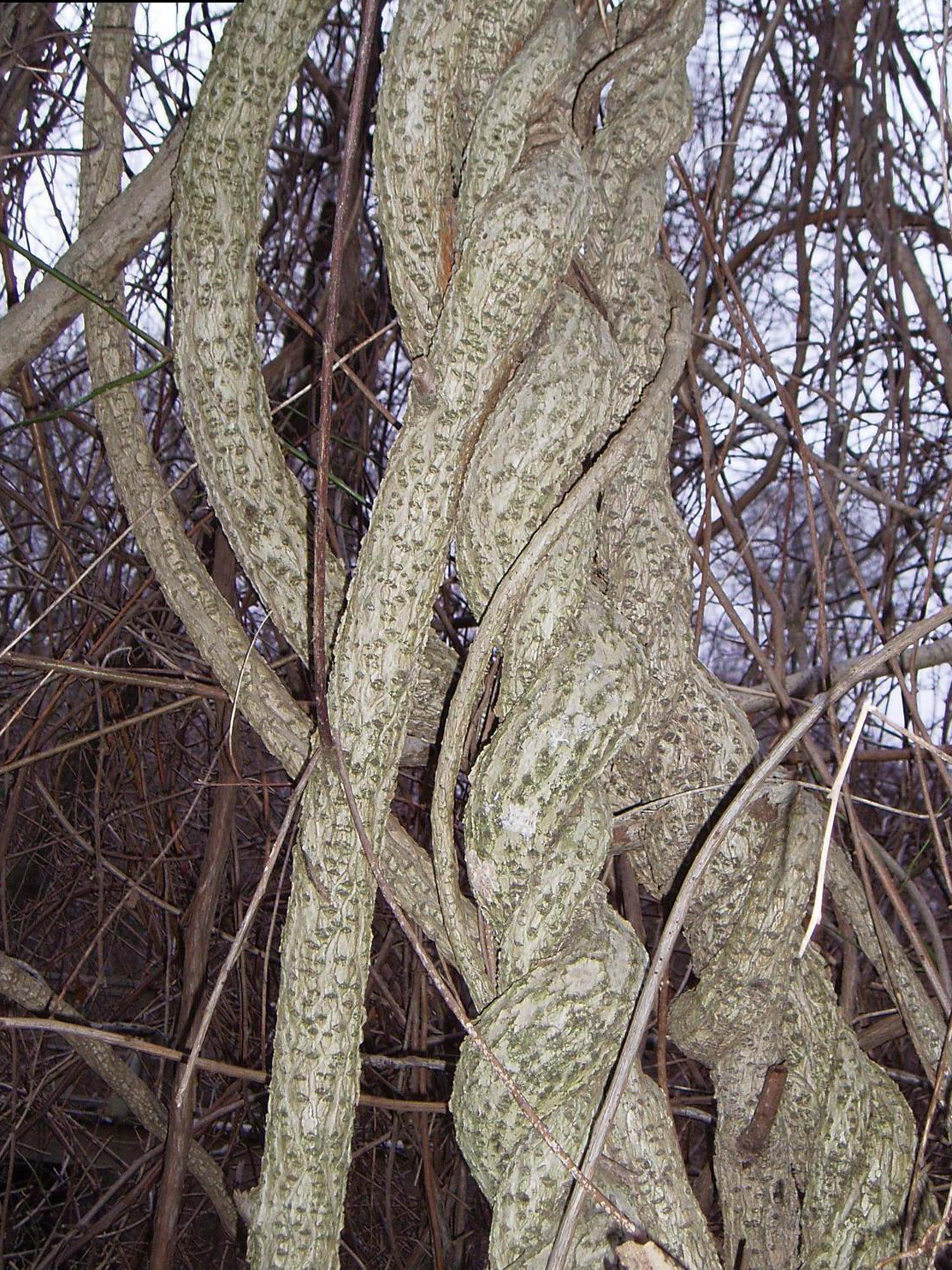
Windende stengels
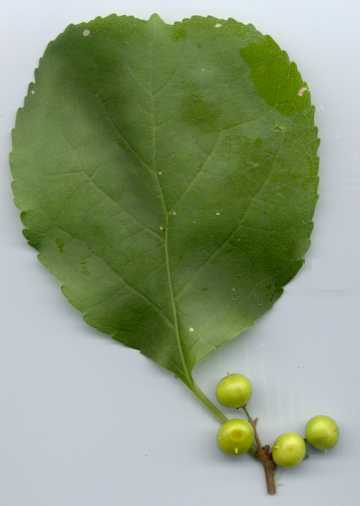
Blad
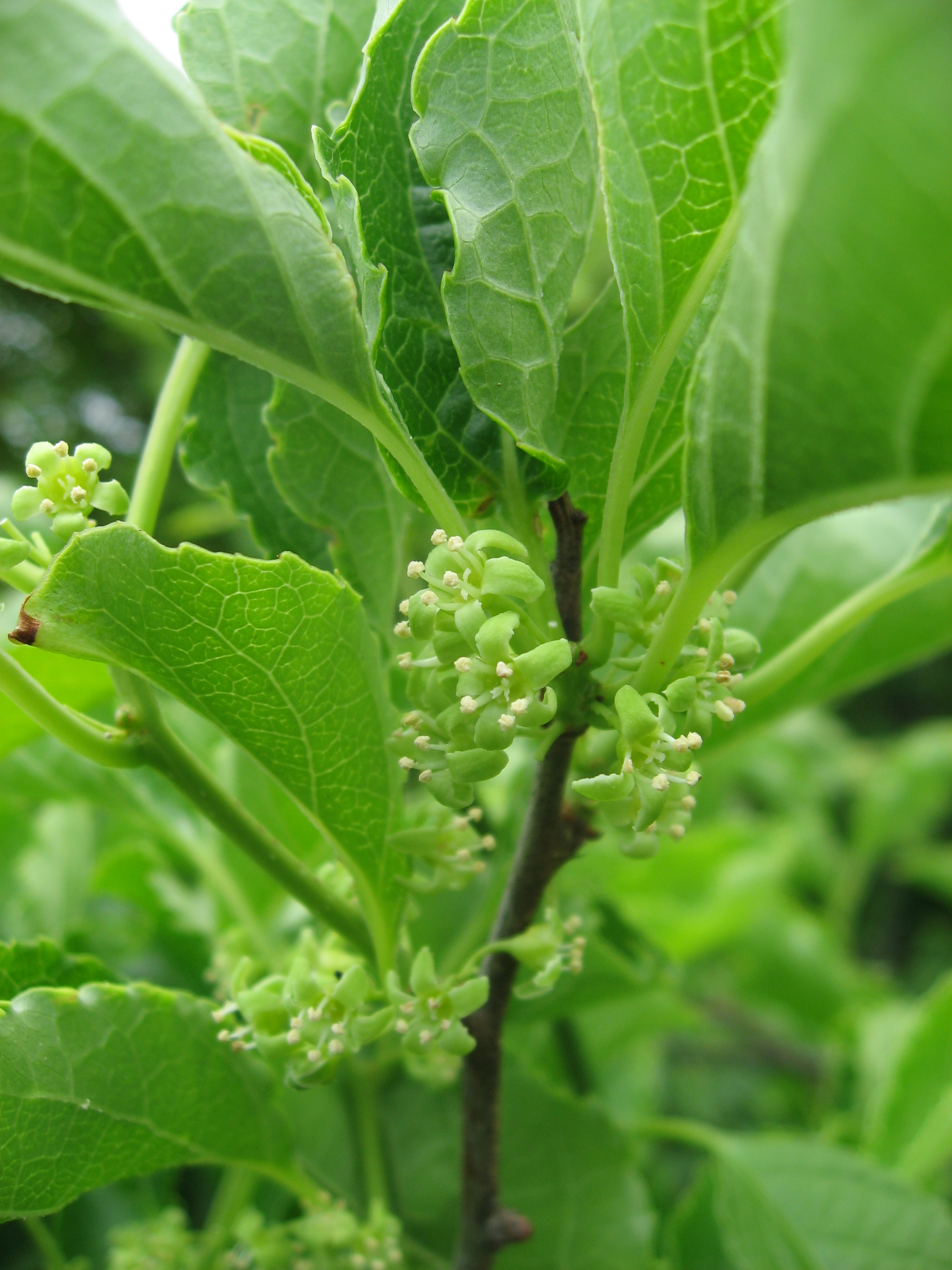
Mannelijke bloemen
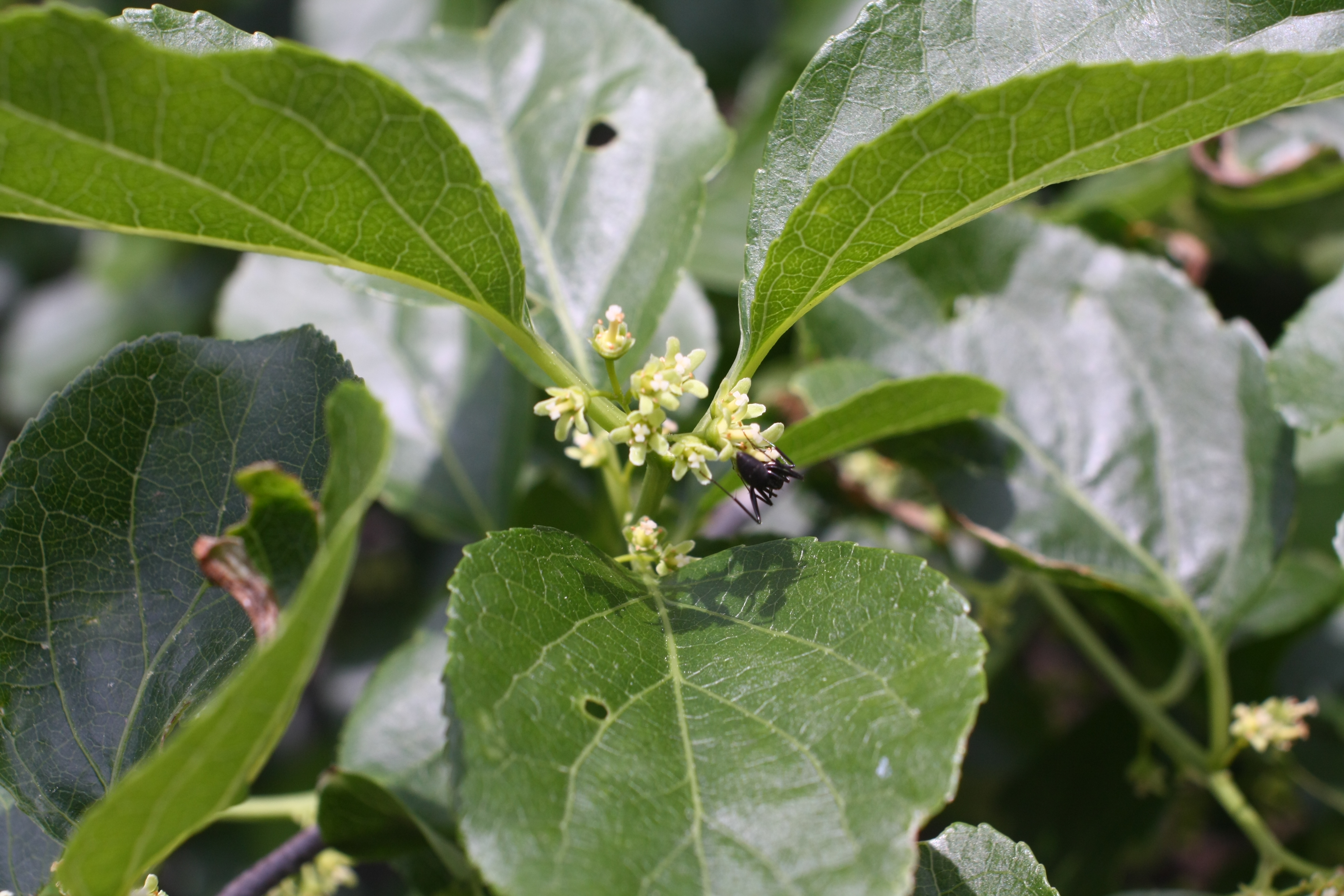
Vrouwelijke bloemen
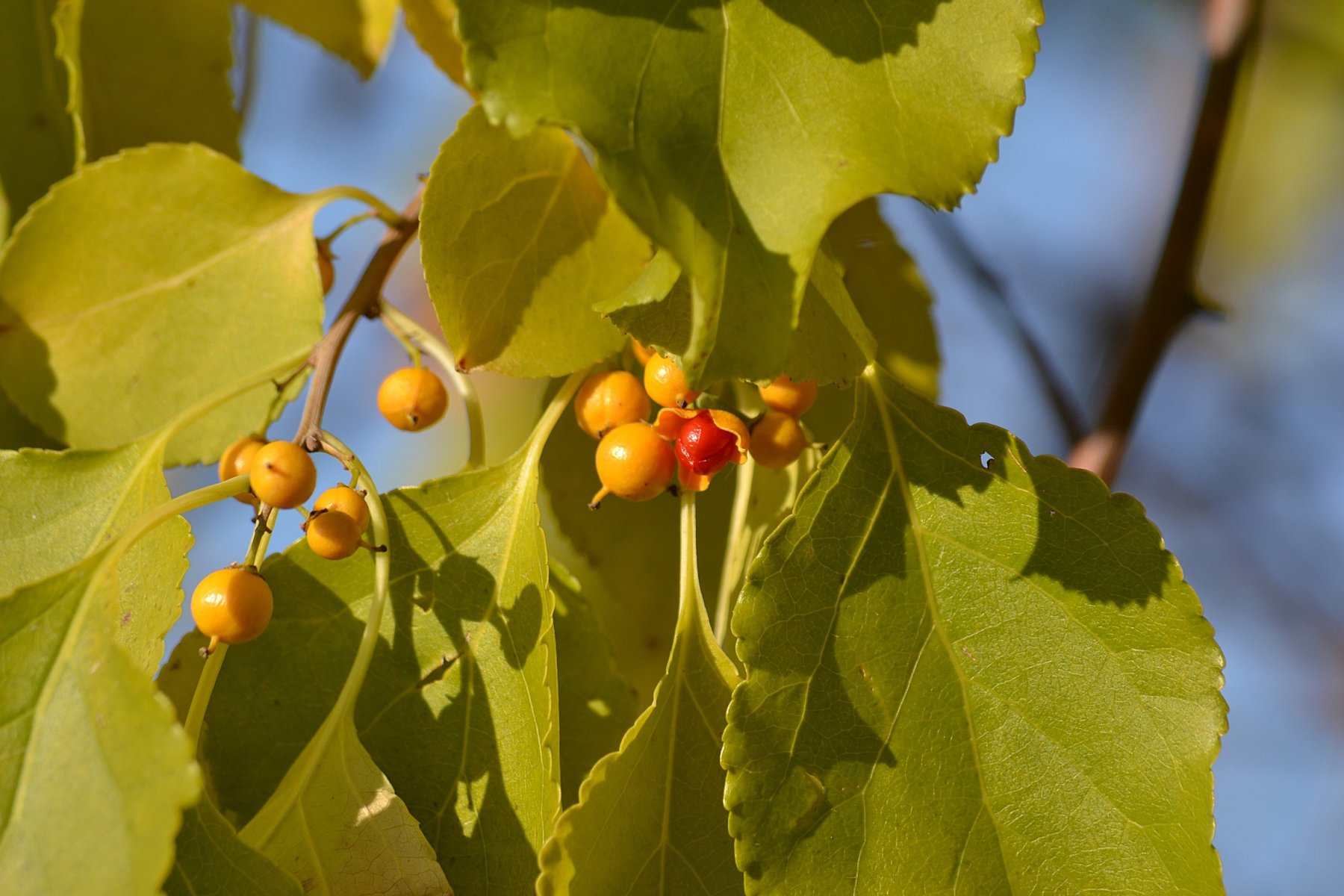
Vruchten
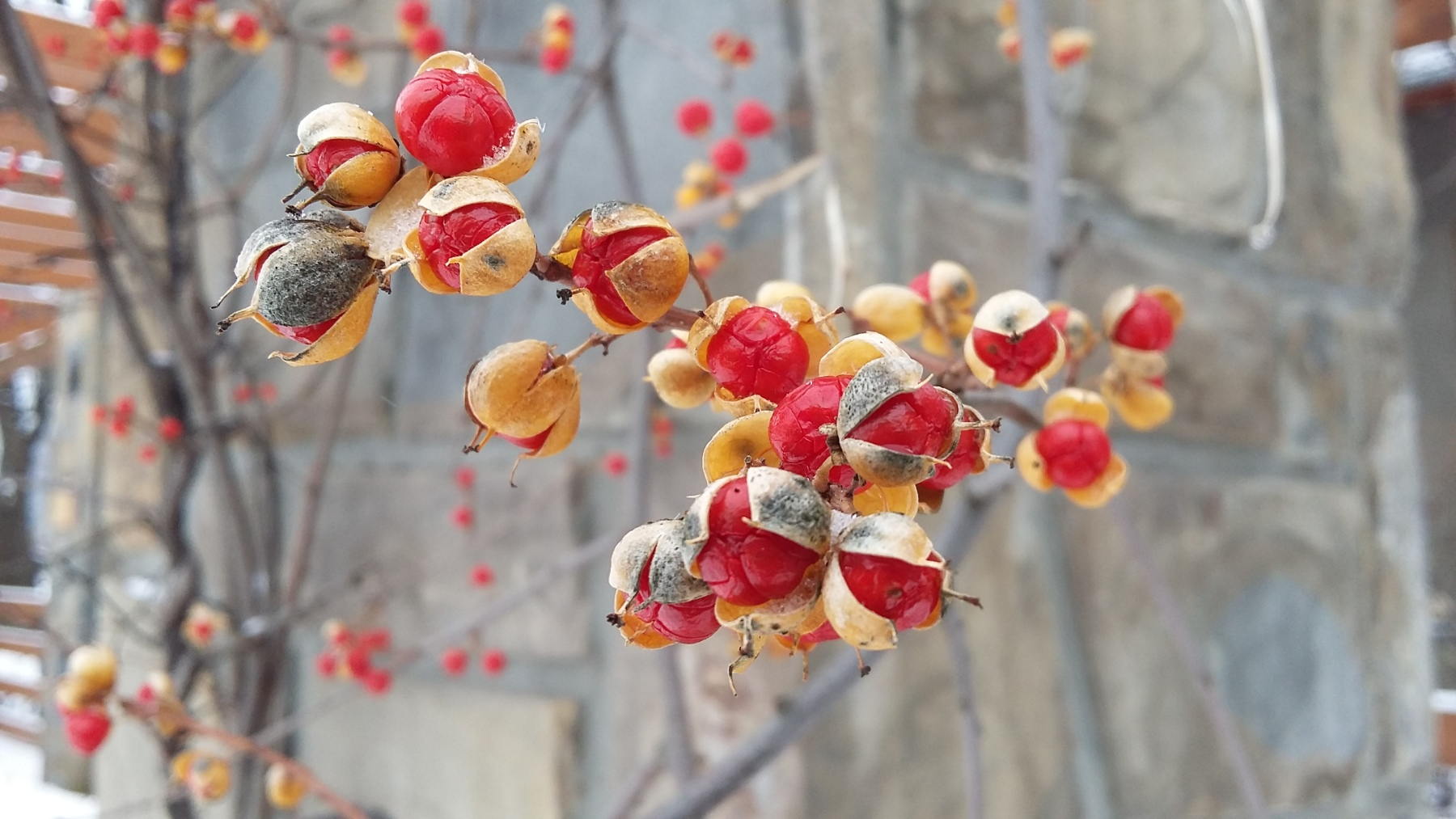
Rijpe vruchten